# Карузо (соус)
Соус Карузо (исп. salsa Caruso) — тёплый соус из сливок, ветчины, сыра, говяжьего бульона и грибов. Рецепты могут включать орехи и лук. Подаётся с пастой.

## История
Соус Карузо был впервые создан в 1950-х годах в Уругвае поваром Раймундо Монти из ресторана «Марио и Альберто», расположенного на пересечении улиц Конституции и Такуарембо в Монтевидео. Монти хотел создать новый рецепт, следуя актуальным традициям итальянской кухни. Блюдо было названо в честь известного неаполитанского тенора Энрико Карузо (1873—1921), ставшего популярным в Южной Америке после своих гастролей в 1910-х годах.
Первоначально считалось, что соус является разновидностью бешамеля, однако его вкус совершенно другой. На кулинарных семинарах соус Карузо был назван «новым изобретением», и получил международное кулинарное признание. Он становится все более популярным в большинстве стран Южной Америки и Западной Европы. Из-за общего культурного пространства между Уругваем и Аргентиной, нередко можно встретить соус Карузо в меню ресторанов Буэнос-Айреса. Его также можно найти и в некоторых бразильских ресторанах.
В первом выпуске кулинарной передачи «Смак» Андрей Макаревич готовил макароны под соусом Карузо, который состоял из сосисок, лука и томатной пасты.

## Ингредиенты и приготовление
Смесь сливок и молока доводится до кипения — для получения более густого соуса берутся только сливки. В кипящую смесь вводится кукурузный крахмал, разболтанный в небольшом количестве воды. Далее добавляется мясной экстракт или бульонный кубик. Смесь должна постоянно помешиваться деревянной ложкой. После того, как соус загустеет, в него добавляются нарезанная кубиками ветчина и грибы. Потом добавляется тертый сыр, и соус выдерживается на огне еще несколько минут. Соус Карузо заправляется по вкусу солью, перцем и мускатным орехом. Времени на приготовление соуса требуется немного, его можно приготовить заранее и разогреть непосредственно перед подачей.